# König Gunther (Schiff)
Die König Gunther ist ein 1951 gebautes Binnenfahrgastschiff, das als Adeline und Schloß Arenfels erst auf dem Rhein, kurzzeitig als Mainperle auf dem Main und zuletzt als König Gunther wieder auf dem Rhein im Einsatz war. Seit 2012 liegt es mit dem Namen Lola als Wohnboot in Utrecht.

## Geschichte
Auf Bestellung des Schiffers Emanuel Becker aus Königswinter stellte die Schiffswerft Schmidt in Oberkassel den Neubau unter der Baunummer 79 im Jahr 1951 her. Bei der Ablieferung im gleichen Jahr wurde das Schiff auf den Namen Adeline getauft – ein Name, den seit 1926 alle Schiffe bei Emanuel Becker trugen. Von dort wurde das Schiff nach Rüdesheim verkauft und unter Beibehaltung des Namens von Michael Maul betrieben.
Am Rhein blieb das Schiff bis 1969 und wurde dann an die Personenschiffahrt Mürl in Bad Breisig verkauft. Dort erhielt das Schiff den Namen Schloß Arenfels nach dem gleichnamigen Schloss Arenfels in Bad Hönningen. Die nächsten gut 25 Jahre blieb das Schiff am Rhein und wurde von Helmut Mürl für Ausflugsfahrten am Mittelrhein eingesetzt. 1996 verkaufte er das Schiff und ersetzte es durch die 1968 als Stadt Hitzacker gebaute Mainperle, der er wieder den Namen Schloß Arenfels gab.
Käufer des Schiffes war die Wertheimer Personenschiffahrt, die das Schiff an den Main nach Wertheim überführte und ihm den Namen Mainperle gab. Der damalige Betrieb von A. Mahl führte im Sommerhalbjahr Linienfahrten nach Miltenberg, Stadtprozelten und Lohr am Main durch und hatte auch Rundfahrten sowie Programmfahrten im Angebot.
Bereits 1998 verkaufte er das Schiff wieder, das Volker Hußmann aus dem rheinland-pfälzischen Guntersblum am Rhein erwarb. Unter dem Namen König Gunther – einer Figur aus dem Nibelungenlied – bot er Fahrten auf Rhein, Main und Neckar sowie Charterfahrten an. Im Sommerhalbjahr nutzte er die König Gunther von April bis Oktober als Personenfähre zwischen Guntersblum und der hessischen Rheininsel Kühkopf, die als Teil des Naturschutzgebietes Kühkopf-Knoblochsaue ein beliebtes Ausflugsziel ist. Die Überfahrt von Guntersblum dauerte 45 Minuten. Aufgrund geänderter EU-Richtlinien, für die sich ein erforderlicher Umbau nicht rechnete, verkaufte er 2012 das Schiff in die Niederlande. Dort wird es seitdem unter dem Namen Lola als privates Wohnboot genutzt.

## Das Schiff
Die König Gunther ist 31,50 Meter lang und 4,60 Meter breit. Der Tiefgang beträgt 0,95 Meter. Angetrieben wurde das Schiff von einem Volvo-Dieselmotoren mit 280 PS. Das Schiff verfügte über insgesamt 245 Plätze.